# Katwijk aan den Rijn
Katwijk aan den Rijn (ook: Katwijk aan de Rijn of Katwijk Binnen) is een kern in de Nederlandse gemeente Katwijk in de provincie Zuid-Holland met ongeveer 11.790 inwoners.
Katwijk aan den Rijn ligt tussen Katwijk aan Zee, Valkenburg en Rijnsburg in. Het vormt eigenlijk een eenheid met al deze kernen. 

## Geschiedenis
De naam Katwijk aan den Rijn verwijst naar de oude monding van de Rijn die er voor de 11e eeuw lag. Katwijk aan den Rijn wordt voor het eerst genoemd in 1224, in een akte van graaf Floris IV over grondbezit. De graaf verbleef zelf in 1231 in het dorp,  en men sprak er recht. Het dorp zelf was zo'n eeuw eerder ontstaan. In 1388 verloor het zijn vismarkt aan het groeiende Katwijk aan Zee. De twee plaatsen vielen toen al onder hetzelfde bestuur, Katwijk, maar toen was dat een heerlijkheid. Het door de burggraven van Leiden gebouwde kasteel 't Zand werd later bewoond door de heren van Katwijk.

Het oude Katwijk aan den Rijn leefde vooral van de land- en tuinbouw. Daarnaast waren er eeuwenlang lijnbanen en vond er ook vervoer over het water plaats. Zo fungeerde Katwijk aan den Rijn als een soort doorvoerhaven.
De laatste eeuw nam de Katwijkse groenteveiling een belangrijke plaats in. Katwijk was onder meer de grootste producent van waspeen in Europa. In het begin van deze eeuw verloor Katwijk die functie; de groenteveiling werd opgeheven.
De Roskam, de oude herberg in het centrum, vervulde eeuwenlang tot op de dag van vandaag een belangrijke functie. Er werd onder meer recht gesproken en in later tijden was het een poosje de vergaderlocatie van de schout en schepenen. Tegenwoordig is De Roskam nog altijd de centrale plek tijdens feesten en evenementen.
Katwijk aan den Rijn is al eeuwenlang verbonden aan de familie Van Wassenaer van Catwijck. Dit is een tak van het oude adellijke huis Wassenaer. Deze tak ontstond na het huwelijk in 1668 van Jacob van Wassenaer, heer van Voorschoten, van Duivenvoorde en Veur (1649-1707) met Jacoba van Lyere, vrouwe van de beide Katwijken en 't Zandt (1652-1693), dochter van Maria van Reigersberg, vrouwe van de beide Katwijken. De leden van de tak Van Wassenaer van Catwijck worden bijgezet in het familiegraf in de Dorpskerk in Katwijk aan den Rijn. Het huidige familiehoofd is Arent van Wassenaer (baron).

## Bezienswaardigheden
- Dorpskerk met toren en hoofdkoor uit omstreeks 1300. Het schip dateert uit het midden van de 15de eeuw. De kerk huisvest het praalgraf voor Willem van Lyere en Maria van Reigersberch (1663), een hoofdwerk van Rombout Verhulst, en een orgel van de hand van Pieter van Assendelft (1765) in rococostijl.
- Johannes de Doperkerk, een rooms-katholiek kerkgebouw uit 1911.
- Korenmolen De Geregtigheid, een stellingmolen uit 1740.
- "De Roskam", aan de Turfmarkt nabij de Roskambrug. Het heeft vele functies vervuld; als rechtbank, gemeentehuis, herberg, hotel en feestzaal. Uiteindelijk kreeg het de status als gemeentelijk monument.[3]

## Voorzieningen
In Katwijk aan den Rijn is een klein centrum aan en rondom de Rijnstraat met onder andere een snackbar, bakker, supermarkt, doe-het-zelfzaak, fietsenmaker en slager. Midden in de Molenwijk ligt een klein winkelcentrum: een supermarkt en enkele winkels.

## Molenwijk, Cleijn Duin en 't Sandt
De Molenwijk in Katwijk aan den Rijn is een buurt die veel naoorlogse flats had, waarvan er vanaf 1986 vele gesloopt zijn. Een nieuwe flat 'de Molenburgh' werd gebouwd alsmede vele eengezinswoningen. Ook werden er een aantal flats gerenoveerd, zoals een flat aan de Tulpstraat met daaronder een aantal winkels en het bekende café, "het Wachtje" en een paar andere flats. Begin jaren '70 werden er een aantal modernere grote flats bijgebouwd aan de Zonnebloemstraat (1x), Asterstraat (3x), Ranonkelstraat (2x) en Violierstraat (1x). De laatste bebouwingen in de Molenwijk waren in de jaren '90 en begin deze eeuw; de Gerberastraat, twee kleine flats en een straat met eengezinswoningen en een gebouw aan de Tulpstraat (een dokterspost en een apotheek en de (nieuwe) Crocusstraat, met appartementen).
De wijk Cleijn Duin ligt volgens de gemeente Katwijk ook in Katwijk aan den Rijn. De meningen waren hier vroeger over verdeeld. De provinciale weg 206 werd vaak als scheiding tussen Katwijk aan Zee en Katwijk aan den Rijn gezien. De nieuwbouwwijk (in) de Zanderij ligt ook nog voor de N206, echter valt deze ook onder Katwijk aan den Rijn.
Verder bestaat Katwijk aan den Rijn nog uit de wijken: 't Sandt (vernoemd naar Heerlijkheid 't Sandt), Tranendal, Koestal en de Zanderij.
Het gemeentehuis van Katwijk ligt in Katwijk aan den Rijn terwijl de burgemeesterswoning, tegenover het gemeentehuis, in Katwijk aan Zee ligt. Dit is bewust gedaan om onder andere onenigheid onder de bevolking te voorkomen.

## Verenigingsleven
In Katwijk aan den Rijn bevinden zich een aantal verenigingen:
- Budo Gym
- De Boemerang
- Door Vriendschap Sterk
- Harmonie Katwijk
- Oranjevereniging Katwijk aan den Rijn
- S.K.R.
- Welzijnskwartier

## Najaarsfeesten
De (Oranje)Najaarsfeesten in Katwijk aan den Rijn worden eind augustus georganiseerd door de Oranjevereniging Katwijk aan den Rijn. Deze vereniging is opgericht op 15 oktober 1913, hoewel het Oranjecomité al langer actief is. De afgelopen honderd jaar is de rol van de Oranjevereniging in Katwijk binnen steeds groter geworden. Sinds de jaren 90 zijn de feesten ook op grotere schaal georganiseerd. Met een pop/rockfestival (Oranjerock), kermis, braderie, optredens van lokale muziekverenigingen Harmonie Katwijk (al sinds 1898!) en Door Vriendschap Sterk, een optreden van een Nederlandse artiest met Nederlandstalig repertoire, en vele andere evenementen zoals bijna elk jaar een recordpoging met vele mensen voor het Guinness Book of Records. De meeste activiteiten worden in het oude dorp (rondom de Rijnstraat) georganiseerd.
Het 4wheeldrive-evenement en de motorcross in de Zanderij zijn geschrapt uit het Najaarfeestprogramma van de Oranjevereniging van Katwijk aan den Rijn. Dit heeft te maken met bezwaren over geluidsoverlast en de oprukkende bebouwing, volgens voorzitter Jan de Winter. Ondanks dat het bestuur van de Oranjevereniging het niet helemaal eens is met de klachten, hebben zij toch besloten de klachten van de omwonenden zwaarder te laten wegen en zijn deze evenementen dus geschrapt in augustus 2011.

## Blauwe Tram een week terug in Katwijk

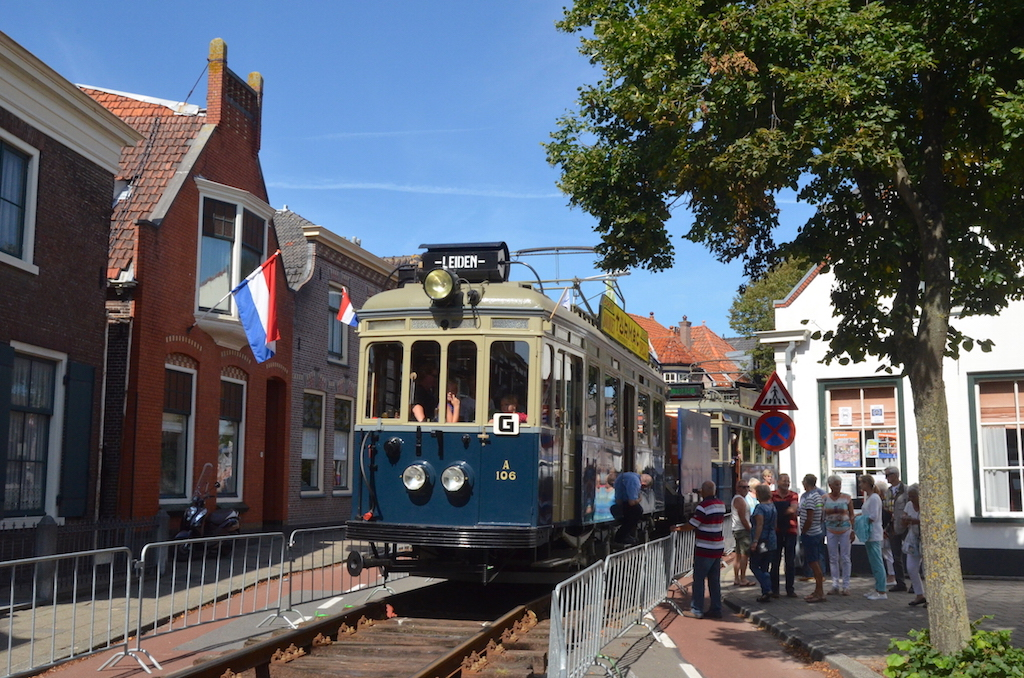
NZH-motorwagens A 106 en A 327 in de Rijnstraat te Katwijk rijden een pendeldienst op een tijdelijk tramspoor; 29 augustus 2015.

In de laatste week van augustus 2015 keerde de Blauwe Tram voor een week terug in Katwijk aan den Rijn. Door de Oranjevereniging van Katwijk aan den Rijn, samen met de Tramweg-Stichting en de Stichting Historisch Genootschap de Blauwe Tram, werd een 400 meter lang spoor door de Rijnstraat gelegd. Hierop werd van 24 t/m 29 augustus een pendeldienst gereden met de NZH-motorwagens A 106 en A327. Omdat er geen bovenleiding was reed tussen de beide wagens een generatorwagen mee die zorgde voor de stroomvoorziening.

## Zie ook

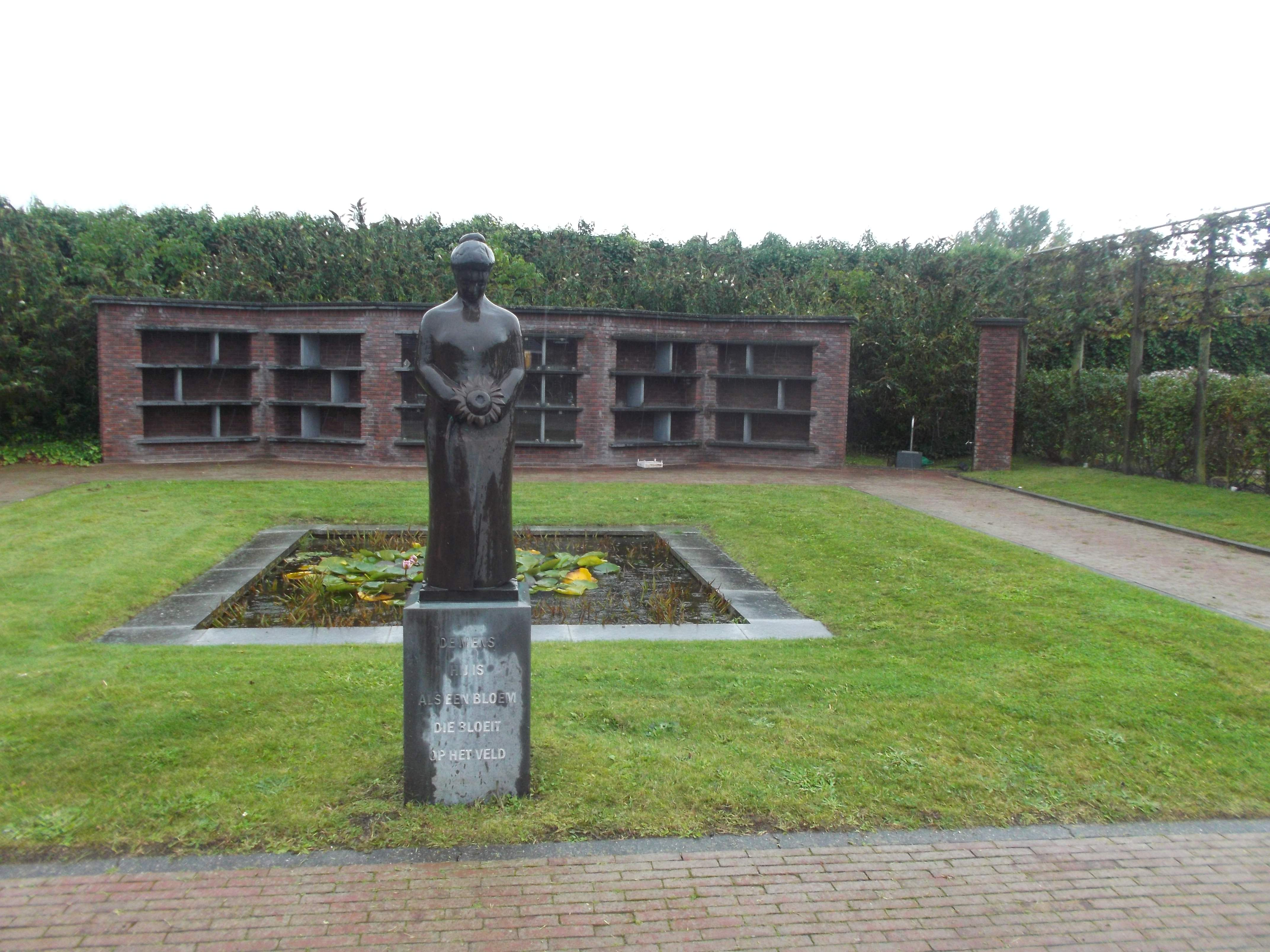
De mens hij is als een bloem die bloeit op het veld van Gosse Dam (Nieuwe begraafplaats, Blekerij)